# Twisted Metal 4
Twisted Metal 4 è il quarto capitolo della serie a combattimenti tra veicoli Twisted Metal, ed è stato sviluppato e pubblicato internamente dalla 989 Studios e messo in commercio il 16 novembre 1999 esclusivamente nel Nord America per la PlayStation. L'anno dopo, il gioco è uscito come parte della Sony Greatest Hits.
Quarto episodio della serie e secondo e ultimo a essere sviluppato dalla 989 Studios, il gioco è incentrato su Sweet Tooth, secolare mascotte della competizione di cui ora è diventato padrone supremo dopo aver rovesciato il suo organizzatore Calypso, di cui ha rubato l'anello che permette di esaudire qualunque desiderio.

## Trama
La trama del gioco diverge dagli eventi dei giochi precedenti. L'intro racconta i dettagli della storia del torneo, che inizia intorno ai primi anni 1900 sotto forma di carovana da circo che porta caos e distruzione in tutto il paese. Incuriosito da ciò, il giovanissimo Sweet Tooth si mise in testa di partecipare al torneo, finendo per vincerlo: come suo desiderio, divenne la star di Twisted Metal. Vittoria dopo vittoria, Sweet Tooth divenne sempre più ambizioso, e alla fine finì per guidare un colpo di stato a capo di un gruppo di clown nani, rovesciare Calypso gettandolo fuori dalla sua torre e prendere il controllo del Twisted Metal. Si scopre anche che la fonte del potere di Calpyso è un anello che assorbe le anime di chiunque muoia nel torneo, mantenendo il possessore giovane e forte; essendo Sweet Tooth entrato in possesso dell'anello, ha l'abilità di esaudire ogni desiderio, anche stravolgendolo a suo favore.

## Modalità di gioco
Seguendo la falsariga del resto della serie, Twisted Metal 4 rappresenta un demolition derby che permette l'uso di missili e persino armi sovrannaturali, e il cui obiettivo è sopravvivere distruggendo tutti gli avversari. Rispetto a Twisted Metal III, le arene sono più grandi e l'arsenale di armi è ingrandito. Inoltre, ogni livello possiede un boss specifico da sconfiggere.
La modalità Torneo, quella principale, consiste nel vincere otto livelli di fila, distruggendo tutti gli avversari ivi disponibili. In questo gioco, il giocatore ha 5 vite a disposizione, ma se si gioca in cooperativa le vite sono condivise, ovvero entrambi i giocatori perdono una vita per ogni volta che un giocatore muore. Sono presenti anche le modalità Deathmatch e Create Car. In quest'ultima modalità, apparentemente secondaria in quanto presente dopo aver scelto tra Torneo e Deathmatch ma selezionabile durante la selezione dei veicoli, è possibile personalizzare il proprio veicolo tra dimensioni, stile, decalcomania e opzioni.

### Arene
Nella modalità Torneo esistono otto arene, ognuna con il proprio boss di fine livello.
- Construction Yard: questo livello presenta quattro aree in sezione trasversale su diversi angoli del centro del livello, dove è posta una gru controllabile. Vi sono anche di nastri trasportatori che trascinano le auto verso i lanciafiamme. Boss di fine livello: Crusher.
- Neon City: si tratta di un livello futuristico a tema urbano, con un tram altamente accelerato che corre lungo un binario che attraversa la maggior parte dell'ambiente e un hovercraft che può portare i giocatori a un edificio che contiene molte armi (incluso un pieno di salute e un fulmine). Boss di fine livello: Moon Buggy.
- Road Rage: questo livello è essenzialmente una serie di autostrade e sembra essere ambientato a Los Angeles. Boss di fine livello: Super Thumper.
- The Bedroom: si tratta apparentemente della camera da letto di Needles Kane, e vi si trovano un letto, una televisione, una scrivania e delle rampe giocattolo; non è però chiaro se è la camera a essere enorme o i contendenti sono rimpiccioliti. Boss di fine livello: RC Car.
- Amazonia 3000 B.C.: pur ambientato appunto in Amazzonia, non c'è lava, e sembra sia inverno in quanto sono presenti caverne di ghiaccio. Boss di fine livello: Super Axel.
- The Oil Rig: questo livello è ambientato in una petroliera abbandonata nel mezzo dell'oceano. Boss di fine livello: Super Slamm e Super Auger.
- Minion's Maze: un enorme labirinto dove si trovano fosse di fango e teletrasportatori, oltre che un'area segreta sotterranea piena di armi. Boss di fine livello: Minion.
- The Carnival: il livello finale, è ambientato in un carnevale da circo, delimitato da una montagna russa; è presente anche un camion ribaltabile. Boss finale: Sweet Tooth.

Esistono anche otto nuovi livelli, sbloccabili ogni volta che si vince nella modalità Torneo e giocabili solo nella modalità Deathmatch. Questi livelli sono fatti di soli quattro tipi di texture: blu (terreno normale), rosso (oggetti distruttibili), verde (oggetti fiammeggianti) e giallo (piattaforme rimbalzanti).

### Personaggi
| Veicolo | Veicolo      | Personaggio               | Descrizione |
| ------- | ------------ | ------------------------- | --- |
|         | Capt. Grimm  | Capt. Grimm               | Uno scheletro di un pirata che parla tramite il suo pappagallo, vuole combattere con Sweet Tooth in un duello di spada nella speranza di prendere la sua anima. |
|         | Gen. Warthog | General Warthog           | Vuole essere alla guida di un esercito senza pari, senza l'aiuto di tecnologie speciali. |
|         | Orbital      | Orbital                   | Un agente inglese, durante una battaglia contro il malvagio Dr. Rhoemer, rimase sfigurato a metà del volto a causa della temibile arma biologica chiamata Zytox 4. Ostracizzato a causa dell'incidente, Orbital vuole riprendersi il suo posto nella società. Nuovo personaggio.                                                                               |
|         | Pizza Boy    | Conner Nazang             | È il ragazzo delle consegne delle pizze più ricco negli States in quanto riscuote mance esorbitanti, complice i suoi metodi estremi di convinzione. Vuole una macchina da corsa migliore di qualunque altra. Nuovo personaggio nella serie, appare in seguito nel settimo episodio della prima stagione della serie TV.                                        |
|         | Calypso      | Calypso                   | Giocabile per la prima e unica volta nella serie, vuole riprendersi il comando del torneo di Twisted Metal e l'anello che esaudisce i desideri. |
|         | Quatro       | Quatro                    | Un robot cacciatore di taglie a quattro braccia. Partecipa al torneo in quanto Sweet Tooth è ricercato in tutto l'universo. Nuovo personaggio. |
|         | Google Eyes  | Google Eyes               | Un uomo di brutto aspetto rimasto traumatizzato dalla vista di uno scarafaggio gigante che ha vinto un concorso di mangiata di torte, Google Eyes ha ottenuto un dottorato in chimica e ha inventato il pesticida più letale noto sulla Terra. Desidera ripulire la terra da ogni insetto, anche se ciò lo ha portato a isolarsi del tutto. Nuovo personaggio. |
|         | Meter Maid   | Zanita Corbett            | Nonostante i suoi modi seducenti, Zanita è nota per sabotare parcheggiatori abusivi, e guida un'auto da cassiera personalizzata tramite i soldi del padre defunto. Essendo Sweet Tooth una persona irrispettosa della legge, Zanita intende fagli passare un periodo di "pubblica amministrazione". Nuovo personaggio.                                         |
|         | Microblast   | Micro Blast               | Noto inizialmente come l'Elfo più Forte del Mondo, un fenomeno da circo, Micro Blast è un megalomane che nonostante la sua bassa statura intende conquistare il mondo, con il desiderio di diventare più alto di un grattacielo. Nuovo personaggio. |
|         | Trash Man    | Trash Man                 | Questo netturbino odia tutto ciò che è bello e pulito, e intende trasformare il mondo in un unico, gigantesco bidone dell'immondizia. Nuovo personaggio. |
|         | The Joneses  | Ralph e Meg               | I coniugi Ralph e Meg e i loro figli Mitch e Tammy sono giocabili come un'unica grande famiglia felice, con il padre alla guida e Meg che tira fuori le armi. Il loro desiderio è guidare un camper tutto nuovo con Sweet Tooth alla guida. Nuovo personaggio.                                                                                                 |
|         | Drag Queen   | Dennis "Petunia" Flanders | Per l'appunto una drag queen della California del Sud, che tra l'altro non parla una lingua sofisticata nel suo epilogo, Dennis guida nondimeno una muscle car. Nuovo personaggio nella serie, appare in seguito nel settimo episodio della prima stagione della serie TV.                                                                                     |
|         | Mr. Zombie   | Rob Zombie                | Rappresenta la versione videoludica dell'omonimo compositore della serie, che ha già scritto la colonna sonora di Twisted Metal III, e appare nella vita reale nel suo epilogo (è tuttavia probabile che sia stato John St. John a doppiare la testa nella biografia e nel finale). Nuovo personaggio.                                                         |
|         | Sweet Tooth  | Needles Kane              | Organizzatore del torneo e boss finale che si trova nell'ultimo livello, Carnival. Non giocabile. |